# Corbières maritimes

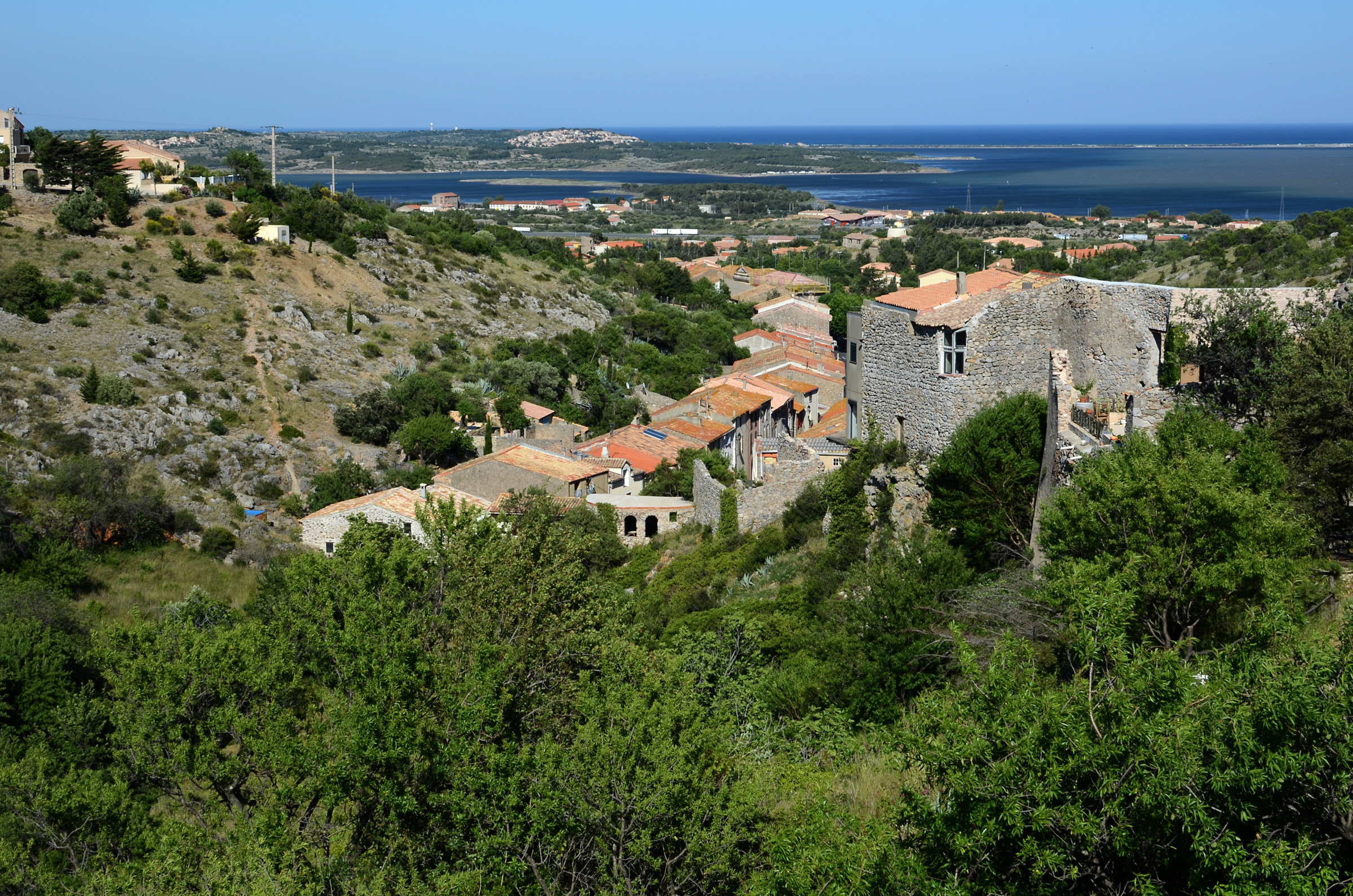
Blick auf Fitou, im Hintergrund der Étang de Leucate und Leucate

Die  Corbières maritimes   sind eine naturräumliche Einheit der Region Okzitanien. Unter Corbières maritimes versteht man den Küstenabfall der Corbières (Bergland) ins Mittelmeer.

## Geographie
Die Corbières maritimes sind in den Départements Pyrénées-Orientales und Aude gelegen. Unter Corbières maritimes versteht man den Küstenabfall des Corbières (Bergland) ins Mittelmeer  bzw. der  Ausgleichsküste mit den verschiedenen Brackwasserseen (Étangs, wie z. B. Étang de Sigean, Étang de Lapalme, Étang de Leucate) von Narbonne bis Leucate. Im Osten (d. h. meerwärts) werden die Corbières maritimes vom Cap Romarin und dem Cap Leucate begrenzt.
Die Corbières maritimes werden vor allem klimageograpisch und vegetationsgeographisch von den restlichen Corbières abgegrenzt. So werden die Corbières maritimes mit der thermomediterranen Vegetationsstufe gleichgesetzt. Dort sind längere Frostperioden quasi ausgeschlossen. Der südliche Teil der Corbières maritimes wurde von den französischen Geographen bzw. Pflanzengeographen Gaussen und Flahaut als „Zone de l’Oranger“ (zu deutsch Orangenzone) ausgewiesen.
Das Wettergeschehen der Corbières maritimes wird weitgehend von der Tramontane, einem starken Nordwind, beherrscht. Deshalb sind die Corbières maritimes einer der ventiliertesten Regionen Frankreichs. Darum werden die im Küstenbereich gelegenen Brackwasserseen (Étangs) von Windsurfern genutzt.
Teile des Gebietes liegen im Regionalen Naturpark Narbonnaise en Méditerranée.

## Landwirtschaft und Weinbau
Ein sehr großer Teil der Corbières maritimes ist deckungsgleich mit der AOC  Fitou. Im südlichen Teil der Corbières maritimes, d. h. südlich des Cap Leucate, wurde bis in den 1950 kommerzieller Agrumenanbau (Orangen, Bitterorangen und Mandarinen) betrieben. Deshalb wurde dieser Bereich von Gaussen auch als „Zone de l’ Oranger“ bezeichnet.

## Wirtschaft
Die Corbières maritimes zählen dank der Tramontane zu den ventiliertesten Regionen in Frankreich bzw. Westeuropas. Deshalb findet man den Corbières maritimes die größten Windparks in Frankreich.

## Wichtige Städte und Siedlungen
- Aude: Leucate, Durban-Corbières, Tuchan, Sigean, Port-la-Nouvelle.
- Pyrénées-Orientales: Salses-le-Château, Tautavel, .